# Katakomben (2014)
Katakomben (Originaltitel As Above, So Below) ist ein US-amerikanischer Horrorfilm im Found-Footage-Stil unter der Regie von John Erick Dowdle aus dem Jahr 2014. Die Hauptrollen sind mit Perdita Weeks und Ben Feldman besetzt.
Der Film lief am 29. August 2014 in den Vereinigten Staaten und am 11. September 2014 in den deutschen Kinos an.

## Handlung
Die Archäologie-Professorin Scarlett Marlowe reist nach Frankreich, wo sie den Stein der Weisen zu finden hofft. Sie setzt damit die Arbeit ihres Vaters fort, der sich erhängt hat. Gemeinsam mit einem Expeditionsteam, das aus ihrem Kollegen und ehemaligen Freund George, dem Dokumentarfilmer Benji sowie drei jungen Spezialisten für Katakomben besteht, dringt sie in die Katakomben von Paris vor. Auf der Suche nach einem Massengrab aus der Zeit der Französischen Revolution und dem heiligen Stein, welcher angeblich Unsterblichkeit verspricht, verirrt sich das Team und stößt auf ein schauriges Geheimnis. Nachdem der Stein erfolgreich geborgen wurde, führt der Rückweg durch die Pforte der Hölle. In den Tunneln werden die einzelnen Teammitglieder mit den Sünden ihrer Vergangenheit konfrontiert. In der Folge reißt dies schließlich die Hälfte der Expeditionsmitglieder mit in den Tod. Gegen Ende fällt Scarlett auf, dass es sich bei dem geborgenen Stein nicht um den gesuchten handelt und dass dessen Diebstahl diese unheimlichen Gegebenheiten hervorgerufen haben muss. Allein macht sie sich auf den Rückweg, um den Fluch zu beseitigen. Nach der Rückkehr gelangen Scarlett und die verbliebenen Mitglieder des Expeditionsteams wieder ins Freie, indem sie sich einander ihre Sünden beichten und sich so voneinander reinwaschen, woraufhin sich ein Portal in die Oberwelt öffnet.

## Produktion
Der überwiegende Teil der Dreharbeiten fand vor Ort in den echten Katakomben statt, um die klaustrophobische Atmosphäre besser einzufangen und die Hysterie, die unter den jungen Leuten entsteht, nachvollziehbar werden zu lassen.

## Kritik
Der Film wurde überwiegend negativ aufgenommen. Auf der Filmkritikseite Rotten Tomatoes erhielt er eine Wertung von 27 % bei 60 Kritiken mit einer durchschnittlichen Bewertung von 4.4/10. Auch auf Metacritic wurde Katakomben mit nur 38 von 100 Punkten bei 23 Kritiken bewertet. Für Markus Keuschnigg von DiePresse.com hingegen ist der Film unterm Strich einer der besseren Horrorfilme des Jahres 2014. Das Fazit seiner Kritik las sich wie folgt: „Auch wenn ‚Katakomben‘ im letzten Drittel die zuvor so eindrucksvoll etablierte Unheimlichkeit gegen durchschnittliche Schreckmomente eintauscht, bleibt unterm Strich einer der besseren Horrorfilme dieses Jahres übrig.“